# روبي سيمبسون (لاعب دوري الرغبي)
روبي سيمبسون (بالإنجليزية: Robbie Simpson)‏ هو لاعب دوري الرغبي أسترالي، ولد في 21 مارس 1975 في غريفيث في أستراليا.